# Дворников Тит Якович
Дворников Тит Якович (рос. Тит Яковлевич Дворников; 13 (25) лютого 1862, c. Мащенки, Курська губернія — 28 жовтня 1922, Одеса) — живописець, член Товариства пересувних художніх виставок і Товариства південно-російських художників. Викладач живопису Одеського художнього училища.

## Біографія

«Осінній сніг»

Тит Якович Дворников народився у 1862 році в селі Мащенки, Курської губернії. Батько, колишній державний селянин, переїхав до Харкова й займався випічкою хліба. Допомагаючи батькові у випічці і продажу хліба Тит одночасно почав займатися в харківській художній школі.
Своє навчання живопису Дворников закінчив у Одеській рисувальній школі під керівництвом Киріака Костанді.
Одним із перших, у 1893 році Тит Дворников приєднався до Товариства південно-російських художників, і не було ні однієї виставки цього товариства, яка відбулася б без творів Дворникова.
До 1896 року був вільним слухачем Академії мистецтв, після чого, в 1897 році Тит Дворніков отримав право викладання малювання, креслення та чистописання від Академії. Це право дало можливість добувати засоби для життя — Дворніков викладав у середній школі і давав приватні уроки. З 1898 року також викладав чистописання в Одеському художньому училищі.
З 1912 року Дворников — член Товариства пересувних художніх виставок, у виставках якого регулярно брав участь.
З 1913 року став викладати живопис в Одеському художньому училищі.
У 1915 році Тит Якович Дворников тимчасово очолював Міський музей витончених мистецтв.
В останні роки життя Дворников став професором і керівником майстерні живопису у перетвореному до вищого навчального закладу Одеському художньому училищі.
Помер Т. Я. Дворніков на 61-му році життя 28 жовтня 1922 року, від тяжкої хвороби (рак легенів). Його поховали на старому одеському кладовищі, поряд з К. К. Костанді. Сьогодні їх могили знаходяться на 22 ділянці Другого Християнського кладовища.

## Творчість
Т. Я. Дворніков — представник молодшого покоління ТПРХ, один із найпоетичніших українських художників рубежу XIX — початку XX ст. Насамперед це майстер ліричних, камерних пейзажів, які з любов'ю передають куточки рідної природи. Його тонкі поетичні роботи пронизані південним сонцем і степовим повітрям. У більш рідкісному для його творчості портретному жанрі він проявив себе як тонкий психолог і уважний портретист.

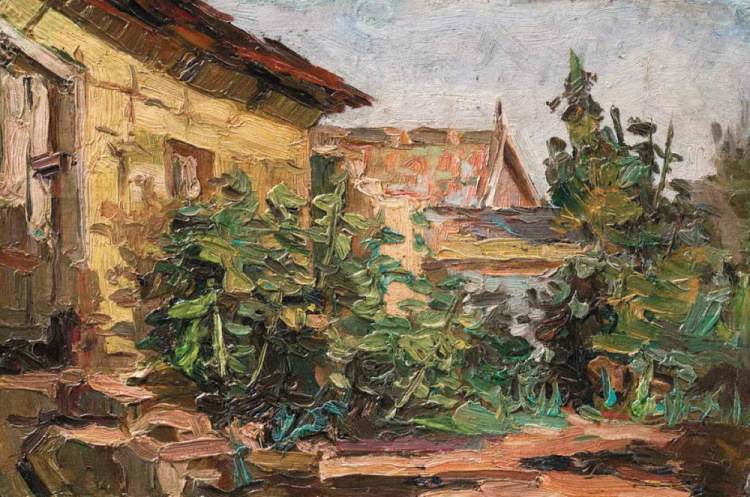
«Куточок дачі»

Плодючістю Дворніков перевершував всіх одеських художників і регулярно брав участь у виставках, однак, як і його вчитель Киріак Костанді, жодного разу не показав робіт на персональній виставці. Першу з них організувало Товариство їм. К. Костанді після смерті художника, в 1926 році.

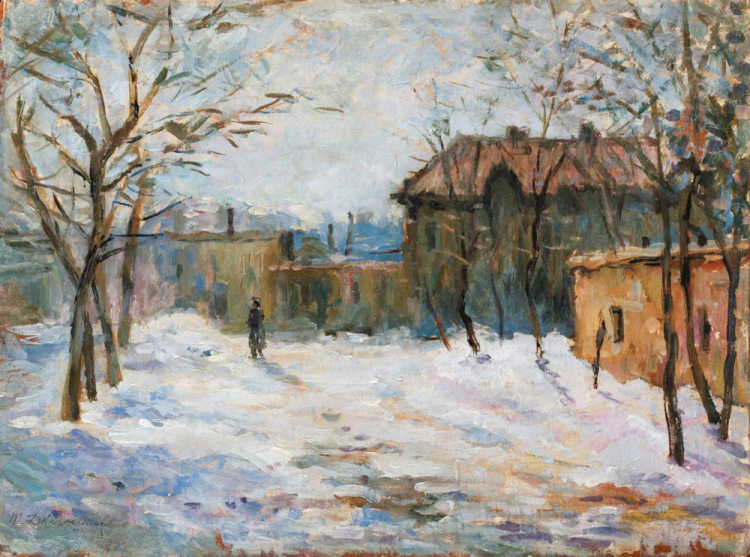
«Зимовий день»

Роботи художника зберігаються в музеї Академії мистецтв, Державної Третьяковської галереї, Одеському художньому музеї, Одеському літературному музеї, Донецькому художньому музеї та багатьох приватних колекціях.

Свого часу художник М. Соломонов так писав про Т. Дворнікова:
Мрійливий поет тихої природи, він одразу підкорював глядача своїми пейзажами. Тут ви не побачите тонкої віртуозності малюнка чи бравурного мазка. Малюнок губиться в загальній гамі тонів, на диво гармонійних за своєю художньою простотою, і в цій простоті є щось надзвичайне, що так підкуповує своєю безпосередністю і глибоким задушевним настроєм.